# 말레 국제공항
말레 국제공항(영어: Male International Airport)은 몰디브 말레에 있는 국제공항이다. 메가 몰디브와 몰디브 항공의 허브 공항이며 정식 명칭은 이브라힘 나시르 국제공항(영어: Ibrahim Nasir International Airport, 디베히어: އިބްރާހިމް ނާސިރު ބައިނަލްއަޤުވާމީ ވައިބަނދަރު)이며 2017년에 벨라나 국제공항(영어: Velana International Airport)이라는 명칭으로 바뀌었다. 수도인 말레 섬 근처에 있는 남부 말레 환초(또는 카아푸 환초)의 훌후레 섬에 위치해 있다. 이 공항은 전 세계의 주요 공항과 잘 연결되어 있으며, 주로 관광객들이 몰디브로 들어가는 주요 관문 역할을 한다. 국영 회사인 몰디브 공항 유한회사(MACL)에 의해 재정 및 행정적으로 관리된다.

## 개요
갠 공항(영어: Gan Airport)이 국제공항의 수준으로 발전하기 전까지 몰디브에서 유일한 국제공항이었다. 1966년 4월에 개항했으며 1981년 11월에 현재의 사명으로 변경했다. 공항의 재정과 운영에 관한 관리는 대통령에 의해서 임명된 이사회로 구성된 몰디브 공항 유한 회사(영어: Maldives Airport Company Limited: MACL)가 담당한다. 이 공항은 몰디브인들의 확고한 결심과 굽히지 않는 노력의 상징이며 오랜 기간 항공 시설에 투자한 끝에 이루어진 큰 성과로 평가된다. 당시 공항 건설에 쿠웨이트와 사우디아라비아, 영국 등 여러 나라와 여러 기관이 원조하였다. 주요 시설은 여객터미널, 계류장시설, 교통시설 등이 있다. 이 가운데 여객 터미널의 처리용량은 시간당 350명이다. 활주로의 길이는 2840m이며 너비는 45m이다. 관제탑과 택시도로, 광장 등이 있고 800톤의 연료를 저장할 수 있는 탱크가 설치되어 있다.

## 운항 노선
| 항공사               | 목적지                                                       |
| -------------------- | ------------------------------------------------------------ |
| 아에로플로트         | 모스크바(세례메티예보)                                       |
| 에어 아라비아        | 샤르자                                                       |
| 에어아시아           | 쿠알라룸푸르                                                 |
| 에어 아스타나        | 알마티                                                       |
| 에어 프랑스          | 파리(샤를 드 골)                                             |
| 에어 인디아          | 델리, 뭄바이                                                 |
| 아제르바이잔 항공    | 바쿠                                                         |
| 방콕 항공            | 방콕(수완나품)                                               |
| 바틱 에어 말레이시아 | 쿠알라룸푸르                                                 |
| 영국항공             | 런던(개트윅)                                                 |
| 중국동방항공         | 쿤밍, 콜롬보, 상하이(푸동)                                   |
| 베이징 캐피탈 항공   | 베이징(다싱)                                                 |
| 콘도르               | 프랑크푸르트                                                 |
| 비온드               | 계절편 : 뮌헨 취리히, 리야드, 두바이(알막툼), 밀라노(말펜사) |
| 디스커버 항공        | 프랑크푸르트                                                 |
| 에미레이트 항공      | 두바이, 콜롬보                                               |
| 에티하드 항공        | 아부다비                                                     |
| 하이난 항공          | 베이징(수도)                                                 |
| 말레이시아 항공      | 쿠알라룸푸르                                                 |
| 몰디브 항공          | 갠 섬, 하니마드후, 카데드흐드후, 카드흐드후, 트리반드룸      |
| 메가 몰디브          | 베이징, 쿤핑, 다카, 갠 섬, 홍콩, 서울(인천), 상하이(푸둥)    |
| 대한항공             | 콜롬보, 서울(인천)                                           |
| 메디니아 플라이      | 밀라노(말펜사), 로마(레오나르도 다 빈치)                     |
| 모나리치 항공        | 전세편 : 런던(개트윅)                                        |
| 니오스 항공          | 계절편 : 밀라노(말펜사), 로마(레오나르도 다 빈치)            |
| 오만 항공            | 무스카트                                                     |
| 카타르 항공          | 도하                                                         |
| 상하이 항공          | 상하이(푸둥)                                                 |
| 쓰촨 항공            | 청두                                                         |
| 싱가포르 항공        | 싱가포르                                                     |
| 톰슨항공             | 런던(개트윅), 맨체스터                                       |
| 터키항공             | 이스탄불                                                     |